# Ла-Масана
Ла-Масана (кат. La Massana) — одна из семи паррокий Андорры. Расположена на западе страны. На территории общины расположена самая высокая точка Андорры — пик Кома-Педроса (исп. Coma Pedrosa, кат. Comapedrosa).

## Населённые пункты общины
| № | Населённые пункты | Население, чел. (2012) |
| - | ----------------- | ---------------------- |
| 1 | Паль              | 236                    |
| 2 | Аринсаль          | 1590                   |
| 3 | Эртс              | 445                    |
| 4 | Сиспони           | 1045                   |
| 5 | Аньос             | 749                    |
| 6 | Альдоса           | 784                    |
| 7 | Эскас             | 68                     |
| 8 | Ла-Масана         | 4985                   |

## Спорт
В Ла-Масана базируются две команды второго дивизиона Андорры — «Ла Массана» и «Экстременья».